# Самарский Лог
Самарский Лог — упразднённый посёлок в Таштагольском районе Кемеровской области. На момент упразднения входил в состав Темиртауского поселкового совета. Исключен из учётных данных в 1997 году. Фактически включен в состав посёлка Кедровка в качестве улицы Партизанская.

## География
Располагался на левом берегу реки Мундыбаш в месте впадения в нее ручья Пасек, на расстоянии примерно 2 км по прямой к югу от посёлка Кедровка.

## Население
| 1970 | 1979 | 1989 |
| ---- | ---- | ---- |
| 57   | ↘11  | ↘2   |